# Lions de Trois-Rivières (1955-1960)
Cet article concerne l'équipe ayant évolué en LHQ et en EPHL. Pour l'équipe de l'ECHL, voir Lions de Trois-Rivières.
Les Lions de Trois-Rivières sont une équipe de hockey sur glace qui était basée à Trois-Rivières, dans la province de Québec, au Canada. Ils ont joué dans la Ligue de hockey du Québec de 1955 à 1959 et dans l'Eastern Professional Hockey League pour la saison 1959-1960.

## Histoire
Les Lions de Trois-Rivières sont en 1955 une franchise de la Ligue de hockey du Québec, ils y jouent pendant quatre années consécutives avant de joindre l'Eastern Professional Hockey League. Durant leur seule saison dans l'EPHL, ils terminent quatrièmes en 1960.

## Logos successifs

Programme saison 1955-1956.
Programme saison 1959-1960.

## Statistiques
| Saison    | PJ | V  | D  | N | BP  | BC  | Pts | Classement | Séries éliminatoires |
| --------- | -- | -- | -- | - | --- | --- | --- | ---------- | -------------------- |
| 1959-1960 | 70 | 30 | 31 | 9 | 226 | 235 | 69  | 4e EPHL    | -                    |

## Crédit d'auteurs
- (en) Cet article est partiellement ou en totalité issu de l’article de Wikipédia en anglais intitulé « Trois-Rivières Lions » (voir la liste des auteurs).

- (de) Cet article est partiellement ou en totalité issu de l’article de Wikipédia en allemand intitulé « Lions de Trois-Rivières » (voir la liste des auteurs).